# قمعية خضراء الأزهار
القِمَعية الخضراء الأزهار (باللاتينية: Digitalis viridiflora) نوع نباتي يتبع جنس القِمَعية من الفصيلة الحملية.